# Festival Internacional de Cine de Berlín de 1968
La 18ª edición del Festival de Cine de Berlín se llevó a cabo desde el 21 de junio al 2 de julio de 1968 con el Zoo Palast como sede principal. El Oso de Oro fue otorgado a la cinta sueca ¿Quién le ha visto morir? de Jan Troell.

## Jurado
Las siguientes personas fueron escogidas para el jurado de esta edición:
Jurado oficial
- Luis García Berlanga (España) - Presidente
- Peter Schamoni (RFA)
- Alex Viany (Brasil)
- Georges de Beauregard (Francia)
- Alexander Walker (Gran Bretaña)
- Domenico Meccoli (Italia)
- Carl-Eric Nordberg (Suecia)
- Gordon Hitchens (Reino Unido)
- Karsten Peters (RFA)

## Películas en competición
La siguiente lista presenta a las películas que compiten por Oso de Oro:
| Título en español                         | Título original                           | Director(es)                           | País                    |
| ----------------------------------------- | ----------------------------------------- | -------------------------------------- | ----------------------- |
| Challenge in the Snow                     | 13 jours en France                        | Claude Lelouch y François Reichenbach  | Francia                 |
| Asta Nielsen                              | Asta Nielsen                              | Asta Nielsen                           | Dinamarca               |
| Bandidos en Milán                         | Banditi a Milano                          | Carlo Lizzani                          | Italia                  |
| Las ciervas                               | Les biches                                | Claude Chabrol                         | Francia                 |
| Charly                                    | Charly                                    | Ralph Nelson                           | Estados Unidos          |
| Chronik der Anna Magdalena Bach           | Chronik der Anna Magdalena Bach           | Jean-Marie Straub y Danièle Huillet    | RFA                     |
| Come l'amore                              | Come l'amore                              | Enzo Muzii                             | Italia                  |
| Fome de Amor                              | Fome de Amor                              | Nelson Pereira dos Santos              | Brasil                  |
| Gates to Paradise                         | Gates to Paradise                         | Andrzej Wajda                          | Reino Unido, Yugoslavia |
| Hatsukoi: Jigoku-hen                      | Hatsukoi: Jigoku-hen                      | Susumu Hani                            | Japón                   |
| El día de la lechuza                      | Il giorno della civetta                   | Damiano Damiani                        | Italia                  |
| An Indian Day                             | An Indian Day                             | S. Sukhdev                             | India                   |
| El hombre que miente                      | L'homme qui ment                          | Alain Robbe-Grillet                    | Francia                 |
| Krek                                      | Крек                                      | Borivoj Dovnikovic-Bordo               | Yugoslavia              |
| Signos de vida                            | Lebenszeichen                             | Werner Herzog                          | RFA                     |
| Nevinost bez zastite                      | Nevinost bez zastite                      | Dusan Makavejev                        | Yugoslavia              |
| ¿Quién le ha visto morir?                 | Ole dole doff                             | Jan Troell                             | Suecia                  |
| Peppermint Frappé                         | Peppermint Frappé                         | Carlos Saura                           | España                  |
| Portrait: Orson Welles                    | Portrait: Orson Welles                    | François Reichenbach y Frédéric Rossif | Francia                 |
| Ernie                                     | The Ernie Game                            | Don Owen                               | Canadá                  |
| Una historia inmortal                     | The Immortal Story                        | Orson Welles                           | Francia                 |
| To Grab the Ring: Enkele reis voor Alfred | To Grab the Ring: Enkele reis voor Alfred | Nikolai van der Heyde                  | Países Bajos            |
| Toets                                     | Toets                                     | Tim Tholen                             | Países Bajos            |
| Tolerancija                               | Tolerancija                               | Zlatko Grgić y Branko Ranitović        | Yugoslavia              |
| U raskoraku                               | U raskoraku                               | Milenko Štrbac                         | Yugoslavia              |
| Week-end                                  | Week-end                                  | Jean-Luc Godard                        | Francia                 |

## Jóvenes directores de Canadá
El programa no competitivo se dedicó a la nueva generación de directores de Canadá.
| Título original                 | Director(es)         | Año  |
| ------------------------------- | -------------------- | ---- |
| Entre la mer et l'eau douce     | Michel Brault        | 1967 |
| Le Chat dans le sac             | Gilles Groulx        | 1964 |
| Il ne faut pas mourir pour ça   | Jean-Pierre Lefebvre | 1968 |
| Poussière sur la ville          | Arthur Lamothe       | 1968 |
| A Great Big Thing               | Eric Till            | 1968 |
| High                            | Larry Kent           | 1967 |
| A Place to Stand                | Christopher Chapman  | 1967 |
| Le Viol d'une jeune fille douce | Gilles Carle         | 1968 |
| Le Révolutionnaire              | Jean-Pierre Lefebvre | 1965 |

## Palmarés
Los siguientes premios fueron entregados por el jurado profesional:
- Oso de Oroː ¿Quién le ha visto morir? de Jan Troell
- Oso de Plataː Carlos Saura por Peppermint Frappé
- Oso de Plata a la mejor actriz: Stéphane Audran por Las ciervas
- Oso de Plata al mejor actor: Jean-Louis Trintignant por El hombre que miente
- Oso de Plata. Premio extraordinario del jurado:
  - Nevinost bez zastite  de Dušan Makavejev
  - Signos de vida de Werner Herzog
  - Come l'amore de Enzo Muzii
- Premio a la juventud (Jugendfilmpreis):
- Mejor largometraje adecuado para jóvenes: Come l'amore de Enzo Muzii
- Premio FIPRESCIː Nevinost bez zastite  de Dušan Makavejev
- Premio FIPRESCI – Mención especial 
  - Asta Nielsen
- Premio Interfilm: ¿Quién le ha visto morir? de Jan Troell
- Premio OCICː ¿Quién le ha visto morir? de Jan Troell
- Placa de Oro IWG 
  - ¿Quién le ha visto morir? de Jan Troell
  - El hombre que miente de Alain Robbe-Grillet
- Premio UNICRITː ¿Quién le ha visto morir? de Jan Troell